# Rannaküla (Laimjala)
Rannaküla – wieś w Estonii, w prowincji Sarema, w gminie Laimjala.